# أخصائي
سبيشياليستيرنه (المتخصصون) هي شركة دنماركية مبتكرة اجتماعيًا تستخدم خصائص الأفراد ذوي التنوع العصبي (بما في ذلك التوحد/متلازمة أسبرجر، اضطراب فرط الحركة وتشتت الانتباه، اضطراب الوسواس القهري، وعسر القراءة) كمزايا تنافسية في سوق الأعمال.
تقدّم سبيشياليستيرنه خدمات مثل اختبار البرمجيات، ومراقبة الجودة، وإدارة البيانات الوصفية، وتحويل البيانات، واللوجستيات، بالإضافة إلى مجالات أخرى مثل الزراعة، للشركات في ٢٦ دولة.
بالإضافة إلى ذلك، تقوم سبيشياليستيرنه بتقييم وتدريب الأشخاص لتلبية متطلبات قطاع الأعمال.
تعود ملكية فروع الشركة، وكذلك المفهوم والاسم، إلى مؤسسة سبيشياليستيرنه، التي تديرها وتملكها، ولها مكاتب في ١٣ دولة وشراكات محلية في دول أخرى.
توفر الشركة بيئة عمل تُعد فيها المهارات الشائعة لدى الموظفين ذوي التنوع العصبي – مثل التعرف على الأنماط، واكتشاف الانحرافات، والانتباه للتفاصيل، والتركيز الممتد – أساسية، ويكمن دور الإدارة والموظفين في خلق أفضل بيئة عمل ممكنة للموظفين المصابين باضطراب طيف التوحد.

## الخلفية
تم تشخيص لارس، الابن الأصغر لمؤسس سبيشياليستيرنه ثوركيل سونه، في عمر ثلاث سنوات بـ"توحد طفولي، ذكاء طبيعي"، وهو ما يشير إلى اضطراب طيف التوحد. أصبح سونه نشطًا في جمعية التوحد الدنماركية، ثم تولى رئاسة فرع محلي لمنظمة "أوتيزم دنمارك" لمدة ثلاث سنوات، حيث تعلّم أن الأشخاص المصابين باضطراب طيف التوحد نادرًا ما تُتاح لهم الفرصة لاستخدام مهاراتهم الخاصة في سوق العمل.
بعد خمسة عشر عامًا من العمل في مجال تكنولوجيا المعلومات ضمن شركات الاتصالات، كان سونه يدرك قيمة المهارات التي لاحظها لدى الأشخاص المصابين بـ ASD. وبدعم من عائلته، أسّس سونه شركة سبيشياليستيرنه عام 2004، بالاعتماد على رهن عقاري لمنزله وإيمان أسرته برؤيته.

## حالياً
وحتى عام 2024، تجاوز عدد موظفي سبيشياليستيرنه 600 موظف، وقد عملت الشركة في 26 دولة، ولها مكاتب في 13 منها: أستراليا، البرازيل، كندا، الدنمارك، فرنسا، آيسلندا، الهند، إيرلندا، إيطاليا، المكسيك، إسبانيا، المملكة المتحدة، والولايات المتحدة.
وذكر تقرير صدر عام 2017 عن منظمة التعاون الاقتصادي والتنمية أن حوالي 75٪ من موظفي تكنولوجيا المعلومات الخمسين في الشركة في الدنمارك لديهم تشخيص ضمن طيف التوحد.
وتقع المكاتب الرئيسية في كوبنهاغن. وتشمل أنشطة الشركة برامج تدريب تهدف إلى تطوير المهارات الشخصية والاجتماعية والمهنية للأشخاص المصابين بـطيف التوحد– دون اشتراط تعليم رسمي أو خبرة عمل سابقة. وتُستخدم مجموعة من الاستراتيجيات المناسبة للأفراد على الطيف، بما في ذلك تكنولوجيا روبوتات ليغو مايندستورمز، التي تساعد على الكشف عن نقاط القوة والدوافع وفرص التطور لدى الفرد.
تشمل الخدمات التي تقدمها سبيشياليستيرنه: فحص البرمجيات، ضبط الجودة، التوثيق، إدخال البيانات، والخدمات اللوجستية، مع اهتمام بالغ بالتفاصيل والدقة، لعملاء مثل تي دي سي، وجروندفوس، وكي إم دي، وسي إس سي، وساب، ومايكروسوفت، وباركسيل، وهيوليت-باكارد، وأوراكل.
تحافظ سبيشياليستيرنه على تركيزها في نقل المعرفة حول كيفية تحويل الإعاقات إلى قدرات. وتشمل الأنشطة خطبًا وورش عمل ودورات تدريبية، تعتمد على أسلوب التفكير الإيجابي المعروف باسم "نموذج الهندباء". (وقد اختيرت نبتة الهندباء رمزيًا باعتبارها عشبة نافعة تنمو في أماكن غير متوقعة، على غرار فلسفة طيف التوحد التي تشمل مهارات قيّمة).
في كانون الأول 2008، تبرّع ثوركيل سونه بجميع أسهم شركة سبيشياليستيرنه لمؤسسة الأشخاص المتخصصين (والتي أصبحت لاحقًا مؤسسة سبيشياليستيرنه)، وهي منظمة غير ربحية أسسها سونه.
في شهر أيلول 2009، بدأت سبيشياليستيرنه مدرسة يُمكن للشباب المصابين باضطراب طيف التوحد أن يتلقوا فيها تعليمًا يركّز على التطور الاجتماعي والتفاعل ضمن بيئة مكاتب الشركة. وقد تم تمويل المدرسة بدعم من مؤسسة ليغو ووزارة التعليم الدنماركية.
في شهر آب 2010، افتتحت سبيشياليستيرنه فرعًا في إسكتلندا، وكان ديفيد فاريل-شو المدير العام. وكانت الشركة الإسكتلندية فرعًا تابعًا لشركة المشاريع الاجتماعية "كوميونيتي إنتربرايز إن إسكتلند"، وتم تمويل المشروع بمبلغ ٧٠٠,٠٠٠ جنيه إسترليني من الحكومة الإسكتلندية؛ كما حصل المشروع أيضًا على ٤٠٧,٠٣٦ جنيهًا إسترلينيًا من صندوق اليانصيب الكبير، و٣٠,٠٠٠ جنيه إسترليني من مجلس مدينة غلاسكو.
في شهر تشرين الأول 2010، وبمساعدة دعم تمويلي من برنامج التعلم مدى الحياة التابع للمفوضية الأوروبية، المعروف باسم برنامج ليوناردو دا فينشي (رقم المشروع: 2010-1-IS1-LEO05-00579)، بدأ مشروع يربط بين إسكتلندا، والدنمارك، وألمانيا، وآيسلندا. وقد بدأ العمل في الفرع الآيسلندي في كانون الثاني 2011.
في شهر أيلول 2012، أُغلق فرع سبيشياليستيرنه في إسكتلندا، وافتُتح فرع في الولايات المتحدة يُدعى "سبيشياليستيرنه مينيسوتا". وفي العام التالي، أصبحت المنظمة في مينيسوتا تُعرف باسم "سبيشياليستيرنه الولايات المتحدة"، ومقرها في ولاية ديلاوير، كما افتتحت الشركة أيضًا مكتبًا في كندا.
أُسّس فرع أسترالي في عام 2015، وقد دخل في شراكة لاحقًا مع "برنامج الهندباء"، وفي عام 2017، أُعلن عن خطط لتأسيس شراكة في نيوزيلندا. وفي نفس العام، أُنشئ فرع في مدينة ميلانو، إيطاليا. كما افتُتحت فروع أخرى في عدد من الدول. ويوجد في الولايات المتحدة منظمة مماثلة تُدعى "أسبيريتك"، تقوم على نفس المفهوم.

## قراءة إضافية
- "التخصص: المعنى والتفاصيل"، دراسة حالة، كلية هارفارد للأعمال
- الإدارة اليوم
- صحيفة الإندبندنت
- الموقع الرسمي